# NWA Tri-State Tag Team Championship
L'NWA Tri-State Tag Team Championship, nato come NWA United States Tag Team Championship (Tri-State version) è stato un titolo della divisione tag team dei territori di Arkansas, Oklahoma e Louisiana della National Wrestling Alliance (NWA).
Il titolo fu attivo dal 1962, quando nacque come NWA United States Tag Team Champinship, al 1982, quando la NWA Tri-State cessò le attività.

## Storia
I territori della National Wrestling Alliance erano tenuti a riconoscere un solo campione mondiale dei pesi massimi, ma la NWA consentiva ad ognuno di essi di stabilire i propri titoli. In seguito alla nascita delle numerose versioni del NWA World Tag Team Championship, alcune federazioni iniziarono ad introdurre dei titoli secondari per la categoria tag team, promuovendoli spesso come American Tag Team Championship o come National Tag Team Championship.
La NWA Tri-State, gestita da Leroy McGuirk (Arkansas e Oklahoma) e Aurelian Smith (Louisiana), introdusse la sua versione del NWA United States Tag Team Championship nel 1962, quando Jan Madrid e Louie Tillet furono incoronati campioni inaugurali.
Nell'agosto 1979 la Mid-South Wrestling acquistò gran parte dei territori NWA del Tri-State, eccezion fatta per l'Oklahoma, dove McGuirk continuò a promuovere il titolo, cambiandogli nome nel 1980 in NWA Tri-State Tag Team Championship. Il titolo rimase attivo fino al 1982, quando la NWA Tri-State cessò le attività, venendo sostituita nel territorio dalla MId-South Wrestling.

## Albo d'oro
| Legenda  |                                                                               |
| -------- | ----------------------------------------------------------------------------- |
| #        | Indica il numero del regno titolato                                           |
| Regno    | Viene indicato il numero del regno del campione                               |
| Data     | La data in cui il titolo è stato vinto                                        |
| Località | Indica il luogo in cui il titolo è stato vinto                                |
| Note     | Indica notizie particolari riguardanti i cambi di titolo o altre informazioni |

| #                                                           | Campione                                     | Regno | Data              | Giorni | Località                | Evento     | Note | Fonti |
| ----------------------------------------------------------- | -------------------------------------------- | ----- | ----------------- | ------ | ----------------------- | ---------- | --- | ----- |
| NWA United States Tag Team Championship (Tri-State version) |                                              |       |                   |        |                         |            | |       |
| 1                                                           | Jan Madrid e Louie Tillet                    | 1     | 1962              | --     | --                      | House show | Non è noto come Madrid e Tillet vinsero il titolo. |       |
| 2                                                           | Alberto Torres e Ramon Torres                | 1     | 1962              | --     | --                      | House show | |       |
| 3                                                           | Jack Dalton e Jim Dalton                     | 1     | 2 luglio 1962     | --     | Tulsa, Oklahoma         | House show | |       |
| Storia del titolo non documentata                           |                                              |       |                   |        |                         |            | |       |
| 4                                                           | Bill Watts e Jerry Kozak                     | 1     | 2 settembre 1963  | --     | Tulsa, Oklahoma         | House show | |       |
| Storia del titolo non documentata                           |                                              |       |                   |        |                         |            | |       |
| —                                                           | Vacante                                      | —     | aprile 1966       | —      | —                       | —          | Il titolo fu reso vacante per motivi non noti. |       |
| 5                                                           | Assassin #1 and Assassin #2                  | 1     | 10 maggio 1966    | --     | Little Rock, Arkansas   | House show | In un torneo per riassegnare il titolo vacante, sconfiggendo in finale Stan Kowalski e The Great Matsuda.                                                                    |       |
| Storia del titolo non documentata                           |                                              |       |                   |        |                         |            | |       |
| 6                                                           | Haystacks Calhoun e Jack Brisco              | 1     | 1966              | --     | --                      | House show | Non è noto come Calhoun e Brisco vinsero il titolo. |       |
| Storia del titolo non documentata                           |                                              |       |                   |        |                         |            | |       |
| 7                                                           | Assassin #1 and Assassin #2                  | 2     | 10 marzo 1967     | 60     | Oklahoma City, Oklahoma | House show | In uno spareggio per il titolo, sconfiggendo Skandor Akbar e Swede Karlson.                                                                                                  |       |
| 8                                                           | Gorgeous George Jr. e Jack Brisco (2)        | 1     | 9 maggio 1967     | 7      | Little Rock, Arkansas   | House show | |       |
| 9                                                           | Chati Yokouchi e Togo Shikuma                | 1     | 16 maggio 1967    | --     | Little Rock, Arkansas   | House show | |       |
| 10                                                          | Danny Hodge e Skandor Akbar                  | 1     | ottobre 1967      | --     | --                      | House show | |       |
| 11                                                          | Chati Yokouchi e Chuck Karbo                 | 1     | dicembre 1967     | --     | --                      | House show | |       |
| 12                                                          | Jack Donovan e Ron Reed                      | 1     | aprile 1968       | --     | Tulsa, Oklahoma         | House show | |       |
| Storia del titolo non documentata                           |                                              |       |                   |        |                         |            | |       |
| 13                                                          | Danny Hodge e Skandor Akbar                  | 2     | 4 maggio 1968     | --     | Shreveport, Louisiana   | House show | |       |
| Storia del titolo non documentata                           |                                              |       |                   |        |                         |            | |       |
| 14                                                          | Danny Hodge (3) e Lorenzo Parente            | 1     | 3 dicembre 1968   | --     | Little Rock, Arkansas   | House show | Non è noto come Hodge e Parente vinsero il titolo. |       |
| 15                                                          | Karl Von Stroheim e Treach Phillips          | 1     | gennaio 1969      | --     | --                      | House show | |       |
| 16                                                          | Alberto Torres e Ramon Torres                | 2     | 6 maggio 1969     | --     | Little Rock, Arkansas   | House show | | [ 2 ] |
| 17                                                          | Billy Garrett e Jim Starr                    | 1     | ottobre 1969      | --     | Little Rock, Arkansas   | House show | |       |
| 18                                                          | Alberto Torres e Ramon Torres                | 3     | 1969              | --     | --                      | House show | |       |
| 19                                                          | Billy Garrett e Jim Starr                    | 2     | 1969              | --     | --                      | House show | |       |
| 20                                                          | Karl Karlson e Tarzan Baxter                 | 1     | 2 novembre 1969   | 91     | Little Rock, Arkansas   | House show | |       |
| 21                                                          | Dutch Savage e Luke Brown                    | 1     | 1 febbraio 1970   | --     | Tulsa, Oklahoma         | House show | |       |
| —                                                           | Vacante                                      | —     | aprile 1970       | —      | —                       | —          | Il titolo fu reso vacante quando Savage lasciò il territorio. |       |
| 22                                                          | Buddy Roberts e Jerry Brown                  | 1     | 8 maggio 1970     | 19     | --                      | House show | Non è noto come Roberts e Brown vinsero il titolo. |       |
| 23                                                          | Danny Hodge (4) e Luke Brown (2)             | 1     | 27 maggio 1970    | 2      | Springfield, Missouri   | House show | |       |
| 24                                                          | Buddy Roberts e Jerry Brown                  | 2     | 29 maggio 1970    | --     | Oklahoma City, Oklahoma | House show | |       |
| 25                                                          | Billy Red Lyons e Bill Watts (2)             | 1     | gennaio 1971      | --     | --                      | House show | |       |
| 26                                                          | Karl Von Brauner e Waldo Von Erich           | 1     | marzo 1971        | --     | --                      | House show | |       |
| 27                                                          | Grizzly Smith e Luke Brown (3)               | 1     | aprile 1971       | --     | --                      | House show | |       |
| 28                                                          | Spoiler #1 e Spoiler #2                      | 1     | 1971              | --     | --                      | House show | |       |
| 29                                                          | Billy Red Lyons (2) e Tom Jones              | 1     | 31 maggio 1971    | 295    | Shreveport, Louisiana   | House show | |       |
| 30                                                          | Bobby Hart e Lorenzo Parente (2)             | 1     | 21 marzo 1972     | 153    | Monroe, Louisiana       | House show | |       |
| 31                                                          | Ken Mantell e Tom Jones (2)                  | 1     | 21 agosto 1972    | 7      | Shreveport, Louisiana   | House show | |       |
| 32                                                          | Duke Myers e Terry Garvin                    | 1     | 28 agosto 1972    | --     | Monroe, Louisiana       | House show | |       |
| 33                                                          | Chati Yokouchi e Yasu Fuji                   | 1     | dicembre 1972     | --     | --                      | House show | |       |
| 34                                                          | Bull Bullinski e Dennis Stamp                | 1     | 13 febbraio 1973  | 7      | Shreveport, Louisiana   | House show | |       |
| 35                                                          | Buddy Roberts e Jerry Brown                  | 3     | 20 febbraio 1973  | --     | Tulsa, Oklahoma         | House show | |       |
| 36                                                          | Eddie Sullivan e Rip Tyler                   | 1     | 1973              | --     | --                      | House show | |       |
| 37                                                          | Dennis Stamp (2) e Drew Robertson            | 1     | maggio 1973       | --     | --                      | House show | |       |
| 38                                                          | Alex Perez e El Gran Tapio                   | 1     | luglio 1973       | --     | --                      | House show | |       |
| 39                                                          | Kim Duk e Stan Kowalski                      | 1     | settembre 1973    | --     | --                      | House show | |       |
| 40                                                          | Klondike Bill e Luke Brown (4)               | 1     | gennaio 1974      | --     | --                      | House show | |       |
| 41                                                          | Brown e Siegried Stanke                      | 1     | marzo 1974        | --     | --                      | House show | Successivamente nello stesso mese vinsero anche la versione Gulf Coast del NWA United States Tag Team Championship, unificandola all'interno del titolo.                     |       |
| 42                                                          | Chief Thundercloud e Chief White Cloud       | 1     | giugno 1974       | --     | --                      | House show | |       |
| 43                                                          | Jim White e Steve Lawler                     | 1     | settembre 1974    | --     | --                      | House show | |       |
| 44                                                          | Johnny Eagles e Terry Lathan                 | 1     | ottobre 1974      | --     | --                      | House show | |       |
| 45                                                          | Frank Goodish e Stan Hansen                  | 1     | ottobre 1974      | --     | --                      | House show | |       |
| 46                                                          | Danny Hodge (5) e Jay Clayton                | 1     | 9 luglio 1975     | --     | Fort Smith, Arkansas    | House show | |       |
| 47                                                          | Dick Murdoch e Killer Karl Kox               | 1     | ottobre 1975      | --     | --                      | House show | |       |
| —                                                           | Vacante                                      | —     | dicembre 1975     | —      | —                       | —          | Il titolo fu reso vacante in seguito alla divisione del tag team. |       |
| 48                                                          | Bill Watts (3) e Greg Valentine              | 1     | 7 gennaio 1976    | --     | --                      | House show | In uno spareggio per riassegnare i titoli, sconfiggendo Jerry Brown e Buddy Roberts.                                                                                         |       |
| 49                                                          | Gorgeous George Jr. (2) e Greg Valentine (2) | 1     | gennaio 1976      | --     | --                      | House show | George rimpiazzò l'infortunato Watts, ottenendo la sua parte di titolo. |       |
| 50                                                          | Buddy Roberts e Jerry Brown                  | 4     | 18 marzo 1976     | 11     | New Orleans, Louisiana  | House show | |       |
| 51                                                          | Bob Slaughter e Buck Robley                  | 1     | 29 marzo 1976     | 30     | Tulsa, Oklahoma         | House show | |       |
| 52                                                          | Dick Murdoch (2) e Ted DiBiase               | 1     | 28 aprile 1976    | 13     | Fort Smith, Arkansas    | House show | |       |
| 53                                                          | Bob Sweetan e Killer Karl Kox (2)            | 1     | 11 maggio 1976    | 161    | Shreveport, Louisiana   | House show | | [ 3 ] |
| 54                                                          | Ken Patera e Killer Karl Kox (3)             | 1     | 19 ottobre 1976   | --     | --                      | House show | Sconfiggendo il team di Bob Sweetan e Randy Tyler |       |
| 55                                                          | Billy Robinson e Bill Watts (4)              | 1     | 1976              | --     | Shreveport, Louisiana   | House show | |       |
| 56                                                          | Choi Sun e Skandor Akbar (2)                 | 1     | gennaio 1977      | --     | Shreveport, Louisiana   | House show | |       |
| 57                                                          | Bob Sweetan (2) e Tony Rocco                 | 1     | 16 marzo 1977     | 10     | Shreveport, Louisiana   | House show | |       |
| 58                                                          | Billy Garrett e Jim Starr                    | 3     | 26 marzo 1977     | 143    | Shreveport, Louisiana   | House show | |       |
| 59                                                          | Mike George e Porkchop Cash                  | 1     | 16 agosto 1977    | 7      | Shreveport, Louisiana   | House show | |       |
| 60                                                          | Billy Garrett e Jim Starr                    | 4     | 23 agosto 1977    | 35     | Shreveport, Louisiana   | House show | |       |
| 61                                                          | Dr. X e Pokchop Cash (2)                     | 1     | 27 settembre 1977 | 30     | Shreveport, Louisiana   | House show | |       |
| 62                                                          | Ciclón Negro e Dr. X (2)                     | 1     | 27 ottobre 1977   | --     | --                      | House show | Sconfiggendo il team di Ray Candy e Porkchop Cash. |       |
| 63                                                          | Dr. X (3) e The Brute                        | 1     | 1977              | --     | --                      | House show | |       |
| 64                                                          | Ray Candy e Steven Little Bear               | 1     | 22 febbraio 1978  | 42     | Baton Rouge, Louisiana  | House show | |       |
| 65                                                          | Ernie Ladd e Assassin #1 (3)                 | 1     | 5 aprile 1978     | 18     | Baton Rouge, Louisiana  | House show | |       |
| 66                                                          | Ray Candy e Steven Little Bear               | 2     | 23 aprile 1978    | 12     | Baton Rouge, Louisiana  | House show | |       |
| 67                                                          | Bobby Jaggers e Jerry Brown (5)              | 1     | 5 maggio 1978     | 197    | Oklahoma City, Oklahoma | House show | | [ 4 ] |
| 68                                                          | Mike George (2) e Randy Tyler                | 1     | 18 novembre 1978  | --     | Tulsa, Oklahoma         | House show | |       |
| —                                                           | Vacante                                      | —     | dicembre 1978     | —      | —                       | —          | Il titoio fu reso vacante in seguito ad un finale controverso di una difesa titolata.                                                                                        |       |
| 69                                                          | André the Giant e Dusty Rhodes               | 1     | 25 dicembre 1978  | --     | New Orleans, Louisiana  | House show | In un torneo per riassegnare il titolo vacante, sconfiggendo in finale Stan Hansen e Ernie Ladd.                                                                             |       |
| 70                                                          | Dusty Rhodes (2) e The Spoiler               | 1     | gennaio 1979      | --     | --                      | House show | The Spoiler rimpiazzò l'infortunato André the Giant, ottenendo la sua parte di titolo.                                                                                       |       |
| 71                                                          | The Angel e Assassin #1 (4)                  | 1     | 25 gennaio 1979   | 177    | New Orleans, Louisiana  | House show | |       |
| 72                                                          | Bill Watts (5) e Buck Robley                 | 1     | 21 luglio 1979    | 27     | New Orleans, Louisiana  | House show | |       |
| —                                                           | Vacante                                      | —     | 17 agosto 1979    | —      | —                       | —          | Il titolo fu reso vacante in seguito ad un infortunio di Watts. Watts in seguito fondò la Mid-South Wrestling e introdusse i Mid-South Tag Team Championship nel territorio. |       |
| 73                                                          | Oki Shikina e Sugar Bear Harris              | 1     | ottobre 1979      | --     | --                      | House show | Non è noto come Shikina e Harris vinsero il titolo. |       |
| 74                                                          | Jimmy Garvin e Herb Calvert                  | 1     | 5 novembre 1979   | --     | Tulsa, Oklahoma         | House show | |       |
| 75                                                          | Siegfried Stanke e Steve Lawler (2)          | 1     | dicembre 1979     | --     | --                      | House show | |       |
| 76                                                          | Eddie Gilbert e Tommy Gilbert                | 1     | 3 marzo 1980      | --     | Tulsa, Oklahoma         | House show | |       |
| NWA Tri-State Tag Team Championship                         |                                              |       |                   |        |                         |            | |       |
| 77                                                          | Doug Somers e Ron McFarlane                  | 1     | 1980              | --     | --                      | House show | |       |
| 78                                                          | Héctor Guerrero e Ron Sexton                 | 1     | 1980              | --     | --                      | House show | |       |
| 79                                                          | Doug Somers e Ron McFarlane                  | 2     | 1980              | --     | --                      | House show | |       |
| 80                                                          | Eddie Gilbert e Tommy Gilbert                | 2     | 1980              | --     | --                      | House show | |       |
| —                                                           | Vacante                                      | —     | 1980              | —      | —                       | —          | Il titolo fu reso vacante in seguito ad un infortunio di Tommy Gilbert. |       |
| 81                                                          | Chief Frank Hill e Terry Orndorff            | 1     | 1981              | --     | --                      | House show | In un torneo per riassegnare il titolo vacante. |       |
| Storia del titolo non documentata                           |                                              |       |                   |        |                         |            | |       |
| —                                                           | Vacante                                      | —     | 1981              | —      | —                       | —          | Il titoio fu reso vacante in seguito ad un finale controverso di una difesa titolata.                                                                                        |       |
| Storia del titolo non documentata                           |                                              |       |                   |        |                         |            | |       |
| 82                                                          | Jerry Brown (6) e Ron McFarlane (3)          | 1     | 1981              | --     | --                      | House show | Non è noto come Brown e McFarlane vinsero il titolo. |       |
| 83                                                          | Eddie Gilbert (3) e Ricky Morton             | 1     | 16 maggio 1981    | --     | Tulsa, Oklahoma         | House show | |       |
| 84                                                          | Ed Wiskoski e Mike George (3)                | 1     | 11 luglio 1981    | 14     | Tulsa, Oklahoma         | House show | |       |
| 85                                                          | Eddie Gilbert (4) e Ricky Morton (2)         | 1     | 25 luglio 1981    | --     | Tulsa, Oklahoma         | House show | |       |
| Storia del titolo non documentata                           |                                              |       |                   |        |                         |            | |       |
| 86                                                          | Dave Deaton e Joel Deaton                    | 1     | 1981              | --     | --                      | House show | Non è noto come i Deaton vinsero il titolo. |       |
| 87                                                          | Chief Frank Hill e Eric Embry                | 1     | 1981              | --     | --                      | House show | |       |
| 88                                                          | Doug Somers e Pokchop Cash (3)               | 1     | 1981              | --     | --                      | House show | |       |
| —                                                           | Vacante                                      | —     | 1981              | —      | —                       | —          | Il titolo fu reso vacante in seguito alla divisione del tag team. |       |
| 89                                                          | El Toro e Turk Ali Bey                       | 1     | 1981              | --     | --                      | House show | Non è noto come El Toro e Ali Bey vinsero il titolo. |       |
| Storia del titolo non documentata                           |                                              |       |                   |        |                         |            | |       |
| —                                                           | Disattivato                                  | —     | 1982              | —      | —                       | —          | Il titolo fu disattivato con la chiusura della NWA Tri-State, che fu sostituita sul territorio dalla Mid-South Wrestling.                                                    |       |